# Clément Grenier
Clément Grenier (Annonay, 7 de enero de 1991) es un exfutbolista francés que jugaba de centrocampista.

## Trayectoria

### Juventud
Grenier comenzó su carrera en un equipo de su ciudad natal, el FC Annonay, jugaba en Benjamín, donde había jugadores menores de 9 años. Ayudó al club a llegar a la final departamental de la Copa Nacional. Más tarde, el Olympique Lyonnais se interesó en él. Finalmente, en julio de 2002, se unió a los Benjamines del Olympique.

### Olympique de Lyon
Se fue siendo un jugador talentoso. Llamó la atención notable durante la temporada 2007-08, en la que jugó muy bien a nivel Nacional e Internacional para atraer el interés de equipos como el Real Madrid, Arsenal FC, Chelsea FC y el club italiano Inter de Milán, cuyos ojeadores compararon a Grenier con Kaká. A pesar del interés, el 15 de mayo de 2008, junto a su compatriota, jugador de la juventud Yannis Tafer, firmó su primer contrato profesional con un acuerdo de tres años, hasta 2011. Fue movido al primer equipo, donde usaría el dorsal 22.
Aunque acababa de llegar al Primer Equipo, apareció en varios partidos de pretemporada del club, de cara a la temporada 2008-09. Pasó la mayor parte de la campaña jugando con el equipo de reserva del club en el Campeonato de Francia juvenil, la cuarta división del Fútbol Francés. Jugó 16 partidos de Liga y anotó su único gol con el equipo contra el Adge. También jugó en la edición 2008-09 de la Copa Gambardella, en la que disputó siete partidos y marcó tres goles que ayudaron al equipo a llegar a las semifinales. Debido a que se lesionó, no jugó ningún partido con la Selección Absoluta de Francia. Al igual que en la temporada anterior, comenzó la temporada 2009-10 con el equipo reserva del club. Marcó en su debut contra Gap. El 24 de septiembre de 2009, fue llamado al primer equipo para jugar en un partido de liga contra el Toulouse FC el 26 de septiembre. Hizo su debut en Primera División en el partido que aparece como un sustituto de Bafétimbi Gomis. Lyon ganó el partido 2-1. Regresó al equipo reserva más tarde y no pudo hacer otra aparición con el Primer equipo hasta dentro de 7 meses. El 17 de abril de 2010 regresó. Aparece como suplente en el empate 2-2 con Girondins de Burdeos. Dos semanas más tarde, hizo otra aparición como sustituto en la victoria por 1-0 sobre el Montpellier HSC.
Tras pasar por Roma y Guingamp, se unió al Stade Rennais F. C. en julio de 2018. Estuvo tres años en el equipo bretón, abandonándolo una vez finalizó su contrato al término de la temporada 2020-21. Desde entonces estuvo sin equipo y en marzo de 2022 inició un periodo de prueba en el R. C. D. Mallorca. Este lo superó con éxito y firmó para lo que quedaba de campaña más otra opcional. En la última jornada del campeonato de Liga marcó el gol que aseguraba la victoria ante C. A. Osasuna y la permanencia en Primera División.
El 1 de septiembre de 2023, tras desvincularse del R. C. D. Mallorca, fichó por el Real Racing Club de Santander hasta el final de la temporada. Cuando esta terminó, quedó libre al expirar su contrato.

## Selección nacional
Ha jugado con todas las categorías inferiores de la selección francesa, comenzando con el equipo sub-16. Hizo su debut en el empate a cero del equipo con Polonia, el 13 de marzo de 2007. En el partido de vuelta en Saint-Aubin-lès-Elbeuf, asistió dos goles en la victoria por 5-0 del equipo. Anotó su primer y único gol para el equipo el 3 de abril en el partido de grupo ante Camerún en el Torneo de Montaigu. Francia ganó el partido 2-0. Con el equipo Sub-17, era regular y marcó en su debut en la victoria 4-0 sobre Suiza. En la clasificación para el Campeonato Europeo UEFA Sub-17 de 2008, anotó un triplete en la goleada por 6-0 del equipo ante Albania en la primera ronda de clasificación. En la Copa Algarve de Portugal, ayudó al equipo a quedar en 2.º lugar al anotar un doblete en el 4-2 del equipo en la victoria ante Dinamarca. En la parte de la Ronda Elite de la calificación, hizo su único gol contra Israel en el segundo partido de grupo. Francia terminó invicto todo el año. En la Eurocopa Sub-17 de 2008, anotó el empate a 3 del equipo ante España al convertir un lanzamiento de falta en el minuto 43. Francia, más tarde, llegó a la final donde fue derrotada 4-0 por España.
Con el equipo Sub-18, hizo su debut en el partido inaugural del equipo contra Ucrania. Por primera vez en una campaña internacional de la juventud, no pudo anotar en un total de siete partidos con el equipo. Fue llamado de nuevo por el entrenador Francis Smerecki haciendo su primera aparición con el equipo en la Copa Sendai de 2009. Anotó su único gol para el equipo en el Limoges de Tournio contra Grecia en el empate a 3. El 7 de junio de 2010 fue nombrado junto a otros 18 hombres del escuadrón Smerecki para participar en el Campeonato Europeo de la UEFA Sub-19 2011. En el torneo, falló un penalti en la victoria de 4-1 sobre Países Bajos. A pesar de que el equipo perdiera los dos últimos partidos, se convirtió en campeón de Europa Sub-19 tras la victoria del equipo remontando ante España en la final.
Debido a la victoria de Francia en el Campeonato Europeo de la UEFA Sub-19 2011, el país quedó clasificado para la Copa Mundial de la FIFA Sub-20 de 2011, donde hizo 20 apariciones. Hizo su debut con el equipo el 7 de octubre de 2010 en un partido amistoso contra Portugal, que terminó con otro empate a 3. En el partido, anotó su primer gol para el equipo, siendo el tercero del partido y consiguiendo así el empate. El 9 de febrero de 2011 marcó el primer gol de Francia en la victoria por 2-1 sobre Inglaterra. Después de aparecer en dos partidos más con el equipo durante la campaña 2010-11, el 10 de junio de 2011 fue nombrado, junto a otros 21 jugadores, para disputar la Copa Mundial Sub-20 de 2011. Hizo su debut en la competición el 30 de julio de 2011, en la derrota del equipo con un 4-1 ante los anfitriones, Colombia. Finalmente, Francia acabó en el Cuarto Lugar.
El 13 de mayo de 2014 el entrenador de la selección francesa Didier Deschamps incluyó a Grenier en la lista final de 23 jugadores que representarían a Francia en la Copa Mundial de 2014. aunque tuvo que retirarse de la convocatoria por una lesión en los abductores de su pierna derecha, siendo reemplazado por Morgan Schneiderlin.

### Participaciones en Copas del Mundo
| Mundial                               | Sede     | Resultado    |
| ------------------------------------- | -------- | ------------ |
| Copa Mundial de Fútbol Sub-20 de 2011 | Colombia | Cuarto lugar |

## Clubes
| Club                          | País    | Año       |
| ----------------------------- | ------- | --------- |
| Olympique de Lyon             | Francia | 2008-2018 |
| A. S. Roma (cedido)           | Italia  | 2017      |
| E. A. Guingamp                | Francia | 2018      |
| Stade Rennais F. C.           | Francia | 2018-2021 |
| R. C. D. Mallorca             | España  | 2022-2023 |
| Real Racing Club de Santander | España  | 2023-2024 |

## Palmarés

### Títulos nacionales
| Título               | Club                | País    | Año     |
| -------------------- | ------------------- | ------- | ------- |
| Copa de Francia      | Olympique de Lyon   | Francia | 2011-12 |
| Supercopa de Francia | Olympique de Lyon   | Francia | 2012    |
| Copa de Francia      | Stade Rennais F. C. | Francia | 2018-19 |

### Títulos internacionales
| Título                               | Club (*)             | País    | Año  |
| ------------------------------------ | -------------------- | ------- | ---- |
| Campeonato Europeo de la UEFA Sub-19 | Selección de Francia | Francia | 2010 |

(*) Incluyendo la selección.